# 每日电讯报
《每日电讯报》（英語：The Daily Telegraph），英国大開型報章，成立于1855年6月29日，当时名为《每日电讯报和信使报》，是英国销量最高的报纸之一。《星期日电讯报》是其姊妹刊物。 每日電訊報早期政治立場親英國自由黨，近代政治立場則親英國保守黨。
《每日电讯报》被通称为《电讯报》，由电讯报媒体集团在倫敦出版，在英国和国际上发行。该报的座右铭“过去是、现在是、将来也是”被纳入其徽章中，从1858年开始使用了一个多世纪。
2013年，《每日电讯报》与1961年创刊的《星期日电讯报》合并，不过后者保留了自己的编辑。
《每日电讯报》曾有过许多独家新闻，包括1939年菜鸟记者克莱尔·霍林沃思報導二戰導火線波蘭戰役的爆发、2009年英国国会开支丑闻、2016年对英格兰足球经理萨姆·阿勒代斯的秘密调查以及2023年的《封锁文件》，而《每日电讯报》曾在2009年被评为英国年度报纸。

## 歷史
1855年6月29日，《每日电讯报》创刊，与英格兰地区的《晨邮报》合并，称《每日电讯和晨邮报》，后改为现名。它的初创人是是出生加拿大的英國軍官、旅行作家亚瑟·巴勒斯·斯莱上校，由电讯报业公司出版，在伦敦和曼彻斯特印刷，发行量114万份。

### 出售疑雲
由於受到網路新聞及讀者習慣影響，《每日電訊報》利潤直線下滑，從2004年巴克利兄弟收購時的3200萬英鎊下滑到2018年的810萬英鎊。《每日电讯报》的持有者——巴克萊家族的兩兄弟大衛·巴克萊和霍華德·巴克萊2019年時，因家族成員不再像過去團結而打算出售部分英國資產，以取得資金購回部分成員的投資項目。當時傳出《每日郵報》以及《倫敦標準晚報》和《獨立報》（The Independent）都是《每日电讯报》的潛在買家。此外，美國總統唐納·川普的顧問史蒂芬·班農2019年11月在接受《泰晤士報》週日版訪問時表示，表明有意收購《每日電訊報》，並稱該報是「絕佳的待開發產業」。

## 循环
1856年，该报发行量为27万份，1863年为24万份。1968 年，该报发行量为1,393,094份，1978年为1,358,875份。1980年，该报发行量为1,439,000份，1984年为1,235,000份
1988年，该报发行量为1,133,173份。 2018年12月，该报的发行量为363,183份，不包括批量销售。该报的发行量进一步下降，直到2020年退出报纸发行量审计。它的大部分读者已经转移到网上；电讯报媒体集团报告称，截至2023年12月，其订阅人数为1,035,710人，其中印刷版订阅人数为117,586人，数字版订阅人数为688,012人，其他订阅人数为 230,112人。

## 政治立场
《每日电讯报》在19世纪70年代末以前支持辉格党及温和自由主义思想。 自1945年以来，该报在历次英国大选中均支持保守党，整体立场偏向保守派。由于报社编辑与保守党高层之间的联系密切，再加上其一贯的右翼立场和对保守党支持者的影响，该报常被称为“Torygraph”，这一称呼尤其常见于讽刺杂志《Private Eye》中。
2004年6月，巴克利兄弟以约6.65亿英镑收购电讯媒体集团。大卫与弗雷德里克·巴克利在接受《卫报》采访时表示，《每日电讯报》未来可能不再是“保守党的机关报”，他说：“政府做得对的地方，我们就支持他们。” 该报编辑委员会在2005年大选中支持了保守党。在2014年苏格兰独立公投期间，该报支持“团结更好运动”（Better Together）的“反对”阵营。 2015年9月，苏格兰民族党前领袖亚历克斯·萨尔蒙德在《问题时间》节目中称《每日电讯报》立场“极端”。在2016年英国脱欧公投中，该报支持脱离欧盟。
2015年12月，《每日电讯报》因“向数十万名订阅者发送未经请求的电子邮件，敦促他们投票支持保守党”而被罚款3万英镑。在2019年保守党党魁选举期间，《每日电讯报》支持其前专栏作家鲍里斯·约翰逊。 2019年，已于2018年底离职的前专栏作家格雷厄姆·诺顿表示“我离开之前大约一年的时候，报纸的立场开始发生变化”，并批评该报的政治立场“有毒”，尤其是发表为时任美国最高法院大法官提名人布雷特·卡瓦诺辩护的文章，并称该报“成了鲍里斯·约翰逊的传声筒”，其专栏“几乎没有任何事实核查”。

## 延伸閱讀
- Burnham, E. F. L. (1955). Peterborough Court: the story of the Daily Telegraph. Cassell.
- Merrill, John C. and Harold A. Fisher. The world's great dailies: profiles of fifty newspapers (1980) pp 111–16

《每日電訊報》舊標誌

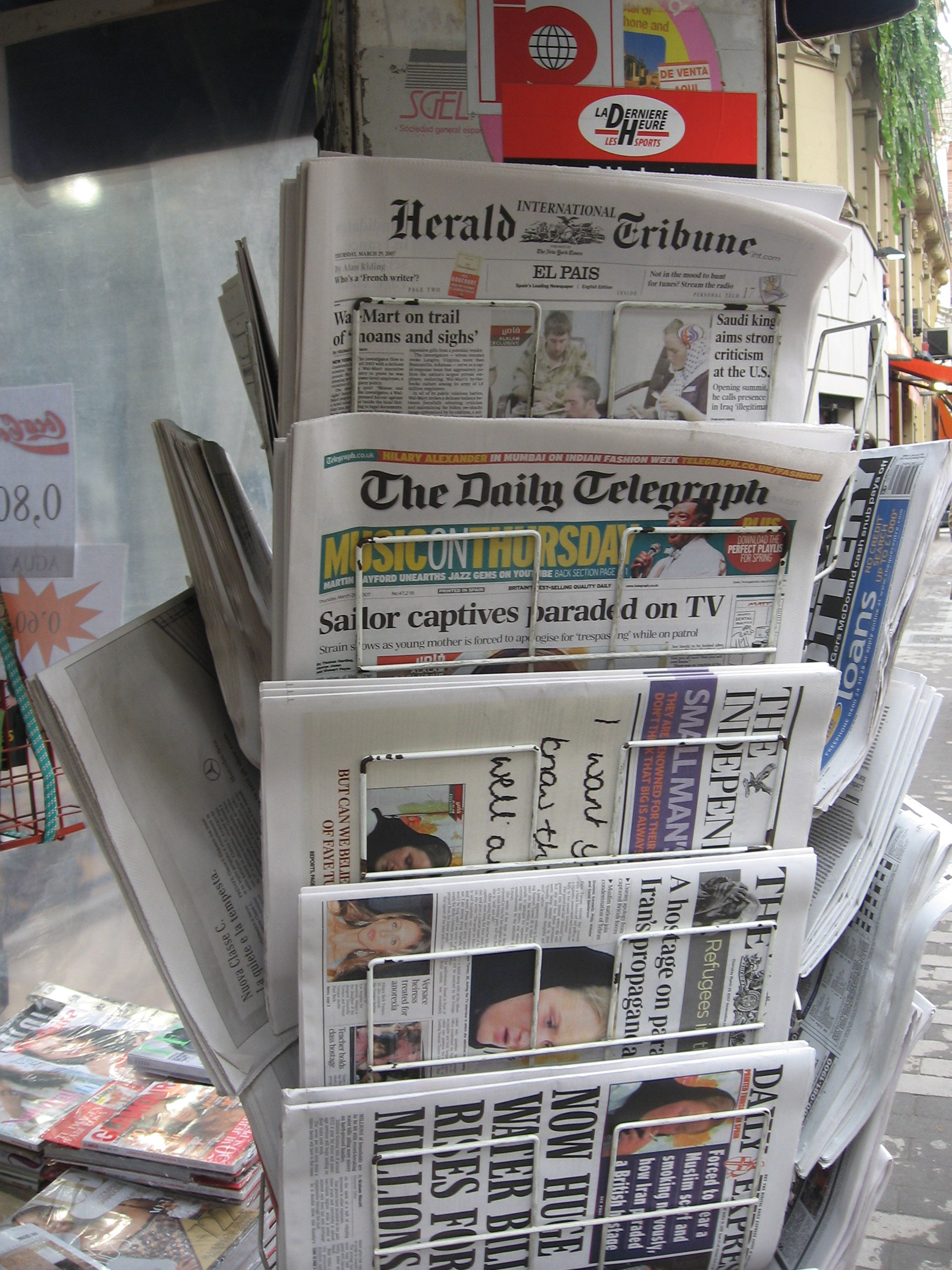
2007年的每日电讯报（从上至下第二个）

- The House The Berrys Built by Duff Hart-Davis. Concerns the history of The Daily Telegraph' from its inception to 1986. Illustrated with references and illustrations of William Ewart Berry, 1st Viscount Camrose (later called Lord Camrose).
- William Camrose: Giant of Fleet Street by his son Lord Hartwell. Illustrated biography with black-and-white photographic plates and includes an index. Concerns his links with The Daily Telegraph.

## 外部連結
- 官方网站
- 每日电讯报的Facebook專頁
- YouTube上的每日电讯报頻道
- 每日电讯报的X（前Twitter）
- 每日电讯报的Instagram帳戶